# (200038) 2007 RZ130
(200038) 2007 RZ130 es un asteroide perteneciente al cinturón de asteroides, descubierto el 12 de septiembre de 2007 por el equipo del Mount Lemmon Survey desde el Observatorio del Monte Lemmon, Arizona, Estados Unidos.

## Designación y nombre
Designado provisionalmente como 2007 RZ130.

## Características orbitales
2007 RZ130 está situado a una distancia media del Sol de 2,855 ua, pudiendo alejarse hasta 2,930 ua y acercarse hasta 2,779 ua. Su excentricidad es 0,026 y la inclinación orbital 1,041 grados. Emplea 1762,02 días en completar una órbita alrededor del Sol.

## Características físicas
La magnitud absoluta de 2007 RZ130 es 16,4.